# 博多人民进步阵线
博多人民进步阵线（Bodo People's Progressive Front），为印度阿萨姆邦的一个政治组织。该组织成立于2005年4月12日。博多人民进步阵线的主要成员来自两个分离主义组织，即博多解放猛虎力量与全博多学生联盟。
该党处于分裂状态，分裂为两个部分，即BPPF(H)与BPPF(R)，BPPF(H)在阿萨姆邦议会选举中获得11个席位，后者没有获得任何席位。